# Parlamentsvalet i Indien 2004

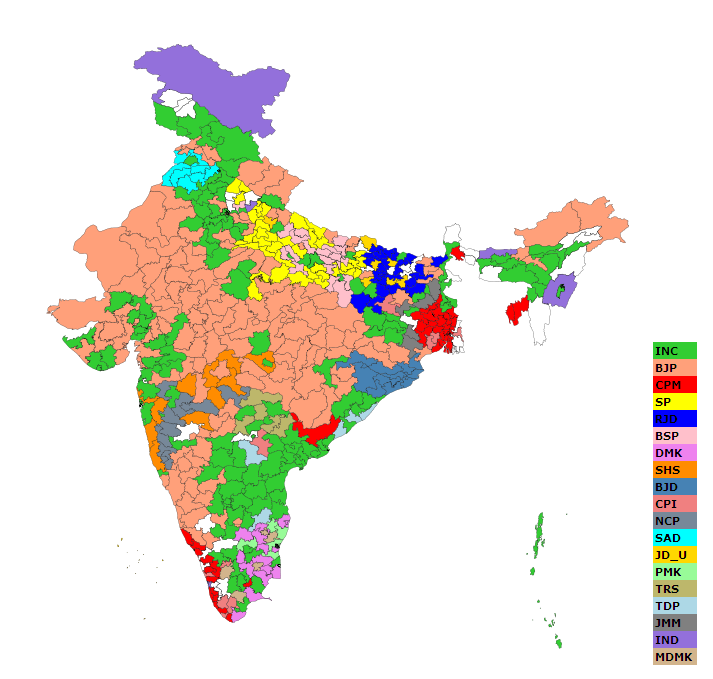
Resultat per valkrets.

Parlamentsvalet i Indien 2004 var ett  allmänt val i Indien mellan den 20 april och den 10 maj 2004 för att utse den fjortonde Lok Sabhan, landets direktvalda underhus. 
670 miljoner människor var röstberättigade till valet, där 543 ledamöter skulle utses. Kongresspartiets (INC) valallians United Progressive Alliance under Sonia Gandhi vann valet och tog över makten från regerande Bharatiya Janata Party (BJP). Gandhi överlät dock premiärministerposten till partikamraten Manmohan Singh.